# Voce (muzică)

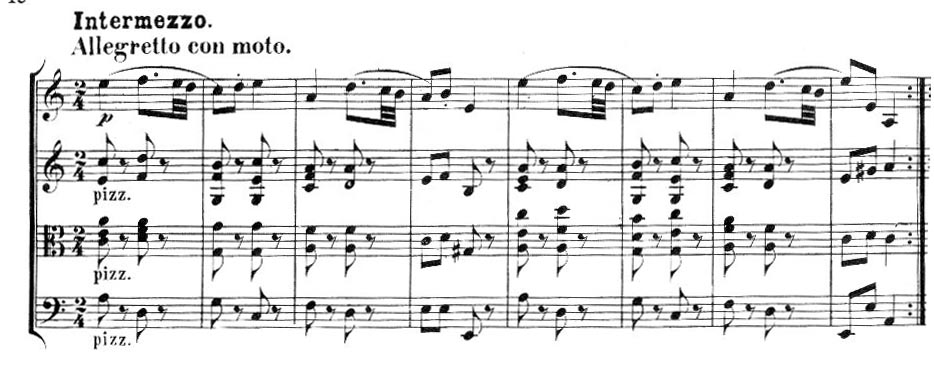
Partitură cu patru voci. Părțile pentru vioara a doua și violă conțin uneori note simultane; se poate spune că aceste părți combină mai multe voci.

În teoria muzicală, o voce sau parte desemnează una dintre liniile melodice care constituie o compoziție. O voce poate fi interpretată de unul sau mai mulți muzicieni, simultan cu cel puțin o altă voce. Relația dintre diversele voci ale unei compoziții polifonice sau ale unui ansamblu muzical, vocal sau instrumental, sunt studiate și reglate de armonie.